# Saint-Sever-du-Moustier
 Saint-Sever-du-Moustier  (en occitano Sent Sever) es una población y comuna francesa, situada en la región de Mediodía-Pirineos, departamento de Aveyron, en el distrito de Millau y cantón de Belmont-sur-Rance.

## Demografía
| 508 | 419 | 360 | 282 | 228 | 218 |
| Para los censos de 1962 a 1999 la población legal corresponde a la población sin duplicidades (Fuente: INSEE [Consultar]) |     |     |     |     |     |